# مونو ساكاغوتشي
مونو ساكاغوتشي (阪口 萌乃) (4 يونيو 1992 في كاناغاوا في اليابان – )؛ هي لاعبة كرة قدم كانت تلعب كلاعب وسط. ولعبت مع منتخب اليابان لكرة القدم للسيدات.

## وصلات خارجية
- مونو ساكاغوتشي على موقع قاعدة بيانات كرة القدم.إي يو (الإنجليزية)
- مونو ساكاغوتشي على موقع Soccerway.com (الإنجليزية)
- مونو ساكاغوتشي على موقع عالم كرة القدم.نت (الإنجليزية)